# Hat töltény ára
A Hat töltény ára (eredeti cím: Six Bullets) 2012-ben bemutatott amerikai akcióthriller, mely közvetlenül DVD-re jelent meg. A filmet Ernie Barbarash rendezte, a forgatókönyvet Chad Law és Evan Law írta. A film főszereplője Jean-Claude Van Damme, Joe Flanigan és Anna-Louise Plowman. A filmben feltűnik Van Damme fia, Kristopher Van Varenberg és kisebb szerepben lánya, Bianca Bree is.
A filmben Van Damme egy volt zsoldost alakít, akinek egy elrabolt amerikai lányt kell megmentenie Moldovában.

## Cselekmény
Az egykori zsoldos és emberrablás-szakértő, Samson Gaul (Jean-Claude Van Damme) emberkereskedők által elrabolt, prostitúcióra kényszerített gyermekek felkutatásával foglalkozik Kelet-Európában. Egyik mentőakciója balul sül el, és több ártatlan lány életét veszti. Samson ezután visszavonul, hentesként kezd dolgozni Moldovában, gyötrő bűntudatát és az őt kísértő látomásokat alkohollal igyekszik enyhíteni. 
Andrew Fayden (Joe Flanigan) MMA-harcos feleségével, Monicával (Anna-Louise Plowman) és tizenéves lányával Moldovába érkezik, hogy részt vegyen egy mérkőzésen. Miután a lányt, Beckyt emberkereskedők rabolják el a hotelből, a helyi rendőrség tehetetlenül szemléli az eseményeket. A kétségbeesett apa – Samson követségen dolgozó fiának, Selwynnek (Kristopher Van Varenberg) a tanácsára – Samsonhoz fordul segítségért, aki korábbi kudarca után eleinte nem hajlandó elvállalni az ügyet, de hamarosan meggondolja magát. Fia támogatásával Samson akcióba lép, hogy épségben felkutassa az elrabolt lányt és leszámoljon annak elrablóival.

## Szereplők
| Színész                  | Szerep           | Magyar hang        | Magyar hang        |
| Színész                  | Szerep           | 1. magyar változat | 2. magyar változat |
| ------------------------ | ---------------- | ------------------ | ------------------ |
| Jean-Claude Van Damme    | Samson Gaul      | Jakab Csaba        | Mihályi Győző      |
| Joe Flanigan             | Andrew Fayden    | Szatmári Attila    | Bozsó Péter        |
| Anna-Louise Plowman      | Monica Fayden    | Agócs Judit        | Solecki Janka      |
| Bianca Bree              | Amalia           |                    | Kis-Kovács Luca    |
| Kristopher Van Varenberg | Selwyn Gaul      |                    | Moser Károly       |
| Louis Dempsey            | Stelu            |                    | Galbenisz Tomasz   |
| Charlotte Beaumont       | Becky Fayden     |                    | Pekár Adrienn      |
| Steve Nicolson           | Kvitko felügyelő | Rosta Sándor       | Kőszegi Ákos       |
| Uriel Emil Pollack       | Vlad             |                    | Tokaji Csaba       |